# 薛凝度
薛凝度，江苏无锡人，清朝政治人物。
薛凝度为嘉慶六年（1801年）辛酉恩科进士。嘉庆十八年（1813年）接替郭正谊任兴化府知府一职，嘉庆十九年（1814年）由俞恒润接任。后为云霄海防厅同知。任内募金建石矾塔，题字“斯文永昌”，至今尚存。并修《云霄厅志》。